# Congosto
Congosto ist eine Gemeinde mit 1.425 Einwohnern (Stand: 2024) im nordwestlichen Zentral-Spanien in der Provinz León in der Autonomen Gemeinschaft Kastilien-León. Die Gemeinde besteht neben dem Hauptort Congosto aus den Ortschaften  Almázcara, Cobrana und San Miguel de las Dueñas.

## Geografie
Congosto liegt etwa 100 Kilometer westlich von León in einer Höhe von ca. 745 m. Die westliche Grenze der Gemeinde bildet der Río Sil, der hier zur Embalse de Barcena aufgestaut wird. Durch die Gemeinde führt die Autovía A-6.

## Bevölkerungsentwicklung
| Jahr        | 1900 | 1950 | 1970 | 1981 | 1991 | 2001 | 2011 | 2021 |
| ----------- | ---- | ---- | ---- | ---- | ---- | ---- | ---- | ---- |
| Einwohner   | 1844 | 2091 | 2626 | 2022 | 1974 | 1769 | 1692 | 1431 |
| Quelle: INE |      |      |      |      |      |      |      |      |

## Sehenswürdigkeiten

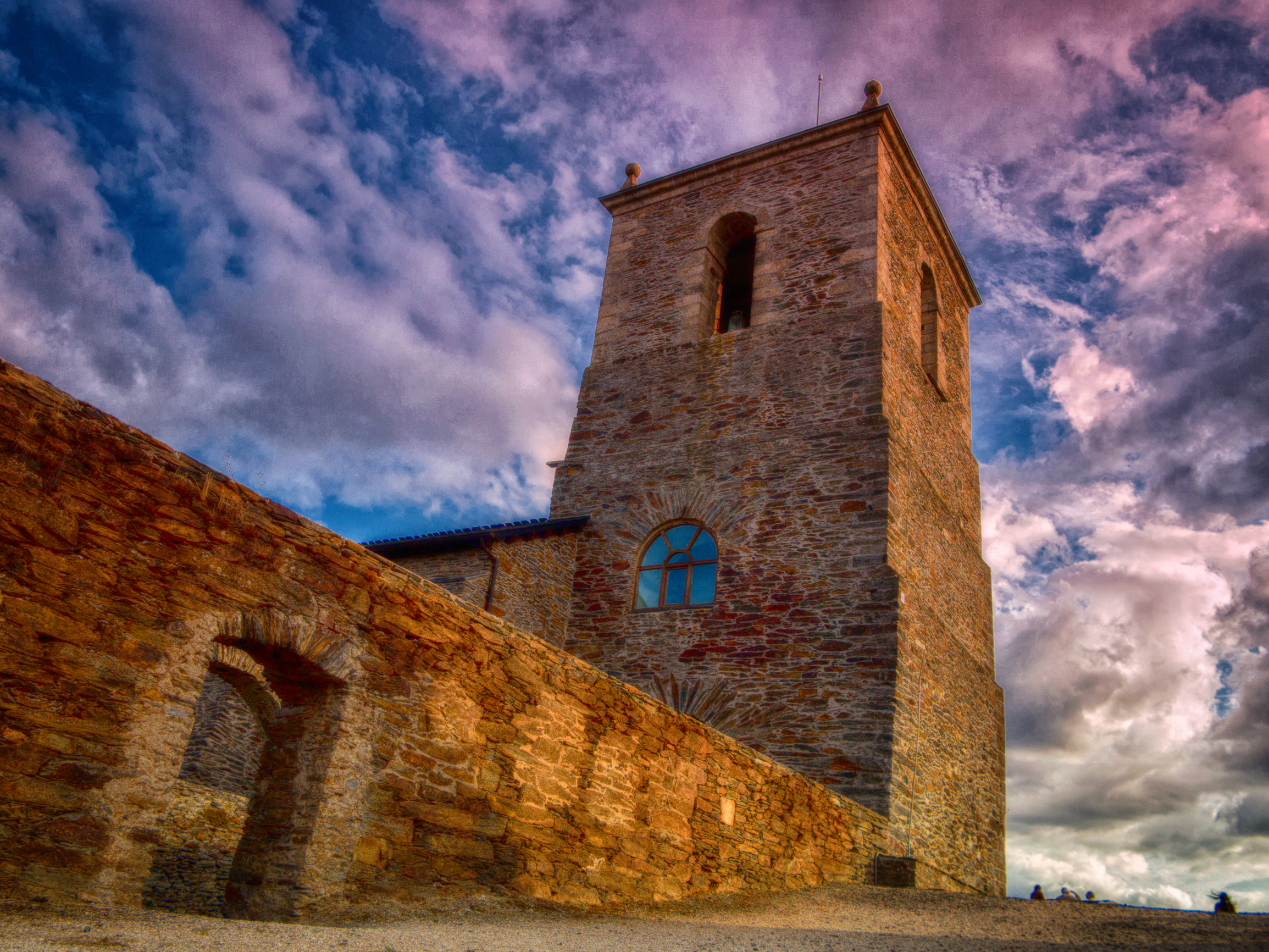
Wallfahrtskirche Virgen de la Peña
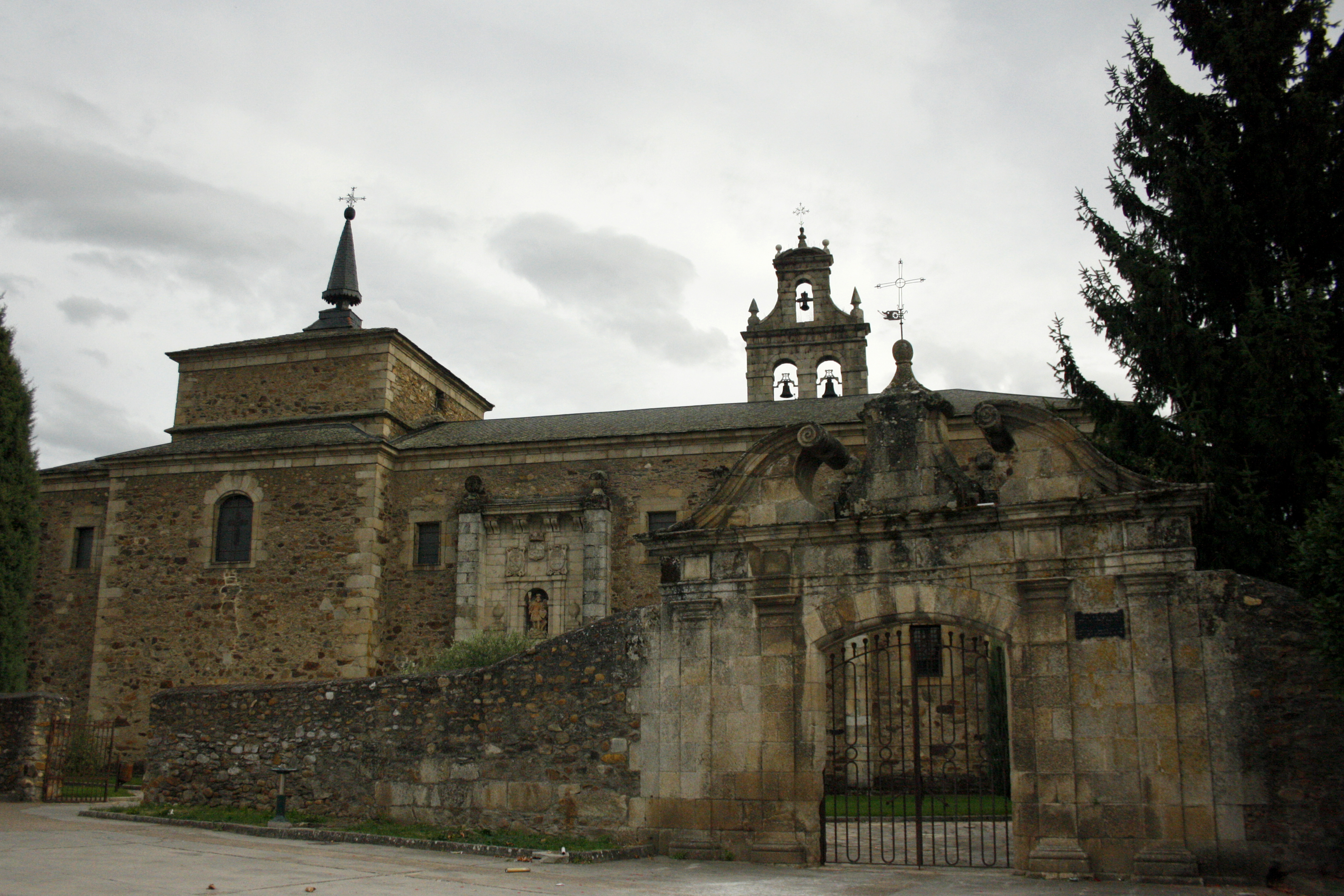
Kloster von San Miguel de las Dueñas
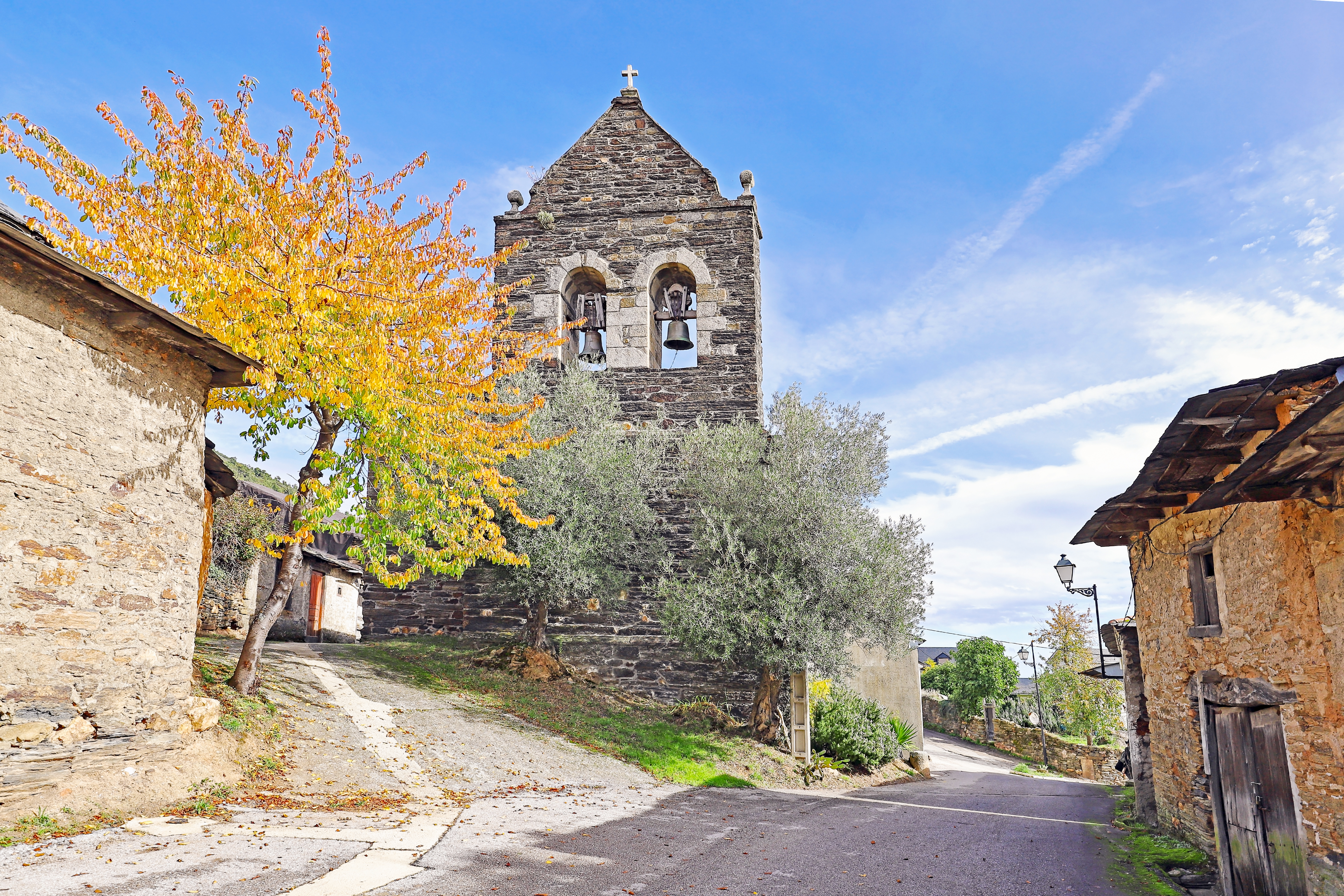
Magdalenenkirche in Cobrana
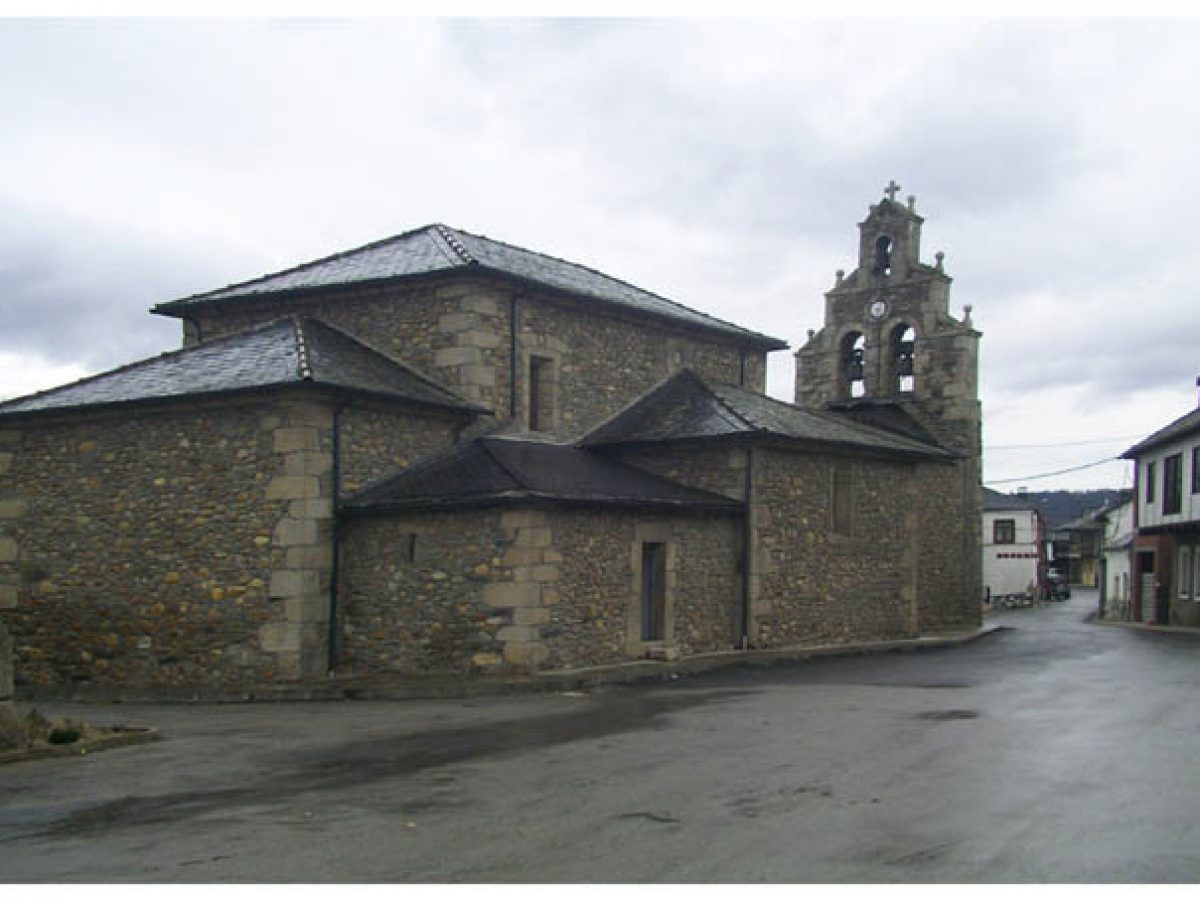
Stefanskirche in Almázcara

- Wallfahrtskirche Virgen de la Peña
- Kloster
- Magdalenenkirche
- Stefanskirche

## Persönlichkeiten
- Alvaro de Mendaña de Neyra (1541–1595), Seefahrer und Entdecker